# Oswaldella bifurca
Oswaldella bifurca is een hydroïdpoliep uit de familie Kirchenpaueriidae. De poliep komt uit het geslacht Oswaldella. Oswaldella bifurca werd in 1904 voor het eerst wetenschappelijk beschreven door Hartlaub. 